# La Oronella
La Oronella o L'Oronella ('La Golondrina') fue una sociedad cultural y excursionista valencianista fundada en 1885 por Constantí Llombart, la figura más destacada de la corriente progresista y popular de la Renaixença valenciana. Sin embargo, tuvo una vida efímera. Formaron parte de la misma personas de ideas republicanas y progresistas, como Vicente Blasco Ibáñez, Francisco Badenes y Dalmau, Constantí Gómez Salvador, Francesc Barber i Bas, Ramon Andrés i Cabrelles, Pere Bonet i Alcantarilla y Josep Maria Puig i Torralva.
Llombart la creó como alternativa a Lo Rat Penat, la sociedad que él mismo había fundado en 1878, pero que estaba controlada por la corriente conservadora y burguesa de la Reinaixença valenciana encabezada por Teodoro Llorente. Se conoce el año del nacimiento del proyecto de la nueva entidad por un texto aparecido en la publicación satírica La Moma el 4 de abril de 1885:

Llombart, fundador del Rat Penat,
vol fundar una atra Societat,
per l'estil d'aquella,
en el dolcíssim nom de La Oronella.
En esta seran dos
les Societats de l' ab y del flairós...
Llombart, fundador del Rat Penat,
quiere fundar otra Sociedad,
 por el estilo de aquella,
con el dulcísimo nombre de La Oronella.
Con esta serán dos
las Sociedades de l' ab y del flairós...

En 1888 publicó una hoja volandera titulada L'Oronella. El acuerdo lo tomó la sociedad en enero de ese año y en ella figuraba como director Josep Maria Puig i Torralba y como redactor Constantí Llombart. Aunque se cree que no se publicó más que el prospecto. Una de las pocas actuaciones conocidas de La Oronella fue la colocación de un lápida en la iglesia de Santa María de Játiva, que conmemoraba el tercer centenario del nacimiento del pintor Ribera el 16 de enero de 1888. La lápida, deteriorada por el paso del tiempo, fue renovaba, con el texto original, el 12 de octubre de 1928.